# José Luis Pérez de Arteaga
José Luis Pérez de Arteaga (Madrid, 13 de abril de 1950-ibíd., 8 de febrero de 2017) fue un locutor de radio, crítico musical y musicólogo español, especialmente conocido por poner su voz durante muchos años en las retransmisiones del Concierto de Año Nuevo de Viena para Televisión Española (TVE), el ciclo de la Orquesta y Coro Nacionales de España, el Festival de Bayreuth y el programa de Radio Clásica El mundo de la fonografía.

## Biografía
Pese a licenciarse en Derecho y en Ciencias Empresariales en ICADE, su pasión era la música clásica y terminó siendo su profesión. Durante un breve periodo ejerció como abogado en un despacho que fundó junto a otro socio en la calle Velázquez.
En 1985 empezó a dirigir y presentar El mundo de la fonografía en Radio Clásica, un espacio centrado en el área del sonido grabado, en novedades discográficas, producciones históricas, conmemoraciones y efemérides, siempre evocadas a través de registros fonográficos. En Radio 1 era colaborador de El ojo crítico y en Radio Exterior dirigía En clave de 5. Puso voz durante 25 años a las retransmisiones del Concierto de Año Nuevo de Viena para Televisión Española y a los conciertos de la Orquesta y Coro Nacionales de España. Escribió varios libros sobre el compositor Gustav Mahler, de hecho, estaba considerado como uno de los biógrafos mahlerianos más importantes del país. Dedicó al austriaco dos volúmenes sobre su vida y su trabajo, además de un completo inventario discográfico.
Se formó musicalmente en España y posteriormente en la Guildhall School of Music and Drama de Londres. Estudió piano con Rosa María Kucharski. Escribió miles de artículos y críticas musicales para las revistas Ritmo y Scherzo, el boletín de Diverdi, y en los periódicos ABC, La Razón y El País. Entre 1981 y 1985 fue director de la Enciclopedia Salvat de la Música.
Según afirmaba él mismo, Rafael Taibo fue quien le inició en el mundo de la radio.

## Obras publicadas
- La cultura española durante el franquismo (1977).
- Cine para leer (1988).
- François Truffaut (1988).
- Gustav Mahler (1986).
- Testimonio: las memorias de Dmitri Shostakovich (traducción y notas, 1991).
- La música de cámara de Shostakovich (1997).
- Mahler.[9]